# Syrphoctonus lipothrix
Syrphoctonus lipothrix là một loài tò vò trong họ Ichneumonidae.